# Jes
Jes ist ein dänischer männlicher Vorname.

## Bekannte Namensträger

### Männlicher Vorname
- Jes Bertelsen (* 1946), dänischer Bewusstseinsforscher und Autor
- Jes Leve Duysen (1820–1903), deutscher Klavierbauer
- Jes Høgh (* 1966), dänischer Fußballspieler
- Jes Holtsø (* 1956), dänischer Schauspieler
- Jes Lim (* 19**), Feng-Shui-Großmeister und Autor aus Malaysia
- Jes Möller (* 1961), deutscher Jurist
- Jes Petersen (1936–2006), deutscher Galerist und Verleger
- Jes Schmidt (1916–1979), deutsch-dänischer Redakteur und Politiker

### Weiblicher Vorname
- Jes Brieden (* 1974), US-amerikanische Singer-Songwriterin und Produzentin JES